# Wolfgang Alexander Meyer-Waldeck
Wolfgang Alexander Meyer-Waldeck (geboren als Wolfgang Alexander Meyer; * 19. Maijul. / 31. Mai 1862greg. in St. Petersburg; † 1930 in Lugano) war ein deutscher Schriftsteller, Theaterdramaturg und Intendant.

## Leben und Wirken
Wolfgang Alexander Meyer stammte väterlicherseits aus einer konvertierten jüdischen Familie. Der Vater Clemens Friedrich Meyer (Pseudonym Friedrich von Waldeck) war in den 1860er Jahren Herausgeber einer deutschen Zeitung in St. Petersburg. Die Mutter Dorothea war eine Tochter des kurländischen Medizinalrats Karl Bursy. Ein Bruder Alfred wurde später Offizier und Gouverneur der deutschen Kolonie Kiautschiau, sein zweiter Bruder Kunz Meyer-Waldeck (1959–1953) war Kunstmaler und Professor. Die Familie kehrte 1872 nach Deutschland zurück.
Wolfgang Alexander Meyer besuchte die Gymnasien in Heidelberg und Gotha. Seit 1882 studierte er Philosophie, Ästhetik, Literatur und Naturwissenschaften in Heidelberg und wurde dort 1895 zum Dr. phil. promoviert. Danach war er als Volontär an der Universitätsbibliothek Heidelberg tätig und anschließend als Erzieher bei Lord Arthur Hill in England. Von 1887 bis 1890 war Meyer Prinzenerzieher bei Graf Friedrich von Rhena, dem Sohn  von Karl von Baden.
Seit 1891 war er Vorstandsmitglied der neuen Deutschen Schriftsteller-Genossenschaft (in Berlin?). 1893 zog er wieder nach Heidelberg und war außerdem Dramaturg am Hoftheater Mannheim. 1894 wurde Meyer Redakteur bei der Deutschen Verlags-Anstalt in Stuttgart, und 1895 Dramaturg am Berliner Theater in Berlin. Von 1896 bis 1908 war er Dramaturg am Hoftheater in Dresden. In dieser Zeit änderte er seinen Namen in Wolfgang Alexander Meyer-Waldeck. 1904 erfolgte seine Ernennung zum Königlich Sächsischen Geheimen Hofrat. Von 1918 bis 1920 war er Intendant der Oper Leipzig.
Meyer-Waldeck veröffentlichte mehrere belletristische Werke. Er war verheiratet, seine Töchter waren die Architektin Wera Meyer-Waldeck und die Chemikerin Benita Meyer-Waldeck.